# Abernethy (Saskatchewan)
Pour les articles homonymes, voir Abernethy.
Abernathy est un village agricole de la Saskatchewan (Canada).

## Géographie
Située dans le sud-est de la province, le village est à une heure de route à l'est de Regina, à une heure de route à l'ouest de Yorkton et approximativement à cinq heures de route de Winnipeg. Le sud du village longe la rivière Qu'Appelle, près de la plage Katepwa.
La ville fait partie de la municipalité rurale d'Abernathy No. 186.

## Histoire
Fondé en le 26 juillet 1904, Abernathy célèbre son centième anniversaire durant l'été 2004 simultanément avec la foire agricole annuelle.

### Sites historiques
Abernathy possède divers sites patrimoniaux dont:
- Homestead Motherwell, maison où vécut William Richard Motherwell, premier ministre de l'Agriculture de la Saskatchewan et ministre fédéral de l'Agriculture sous Mackenzie King.
- Abernethy and District Memorial Hall, bâtiment municipal construit en 1921 pour commémorer le retour des soldats de la Première Guerre mondiale. L'architecture est conçue par Van Egmond de Regina[3].
- Christ Anglican Church, église construite en 1886 et relocalisée dans le village en 1904[4].

## Démographie
| 1996 | 2001 | 2006 | 2011 | 2016 |
| ---- | ---- | ---- | ---- | ---- |
| 232  | 213  | 197  | 196  | 204  |